# تشيد ايفانز
تشيد ايفانز (بالإنجليزية: Ched Evans)‏ (28 ديسمبر 1988 المملكة المتحدة - ) هو لاعب كرة قدم بريطاني، يلعب كمهاجم.

## مسيرته الكروية
لعب تشيد ايفانز خلال مسيرته الاحترافية مع 5 أندية في عشرة مواسم وسجل خلالها 84 هدفًا ضمن 248 مباراة. ولم يفز بأي موسم بالكأس أو بالدوري.
خاض تشيد ايفانز مسيرته مع نادي مانشستر سيتي في موسم 2006–07 في المرة الأولى لمدة موسم واحد ثم في موسم 2008–09 لمدة موسم واحد، مشاركًا طوالها في 16 مباراة سجل خلالها هدفًا واحدًا. ثم انتقل إلى نادي نورويتش سيتي في موسم 2007–08 لمدة موسم واحد، حيث شارك في 28 مباراة سجل خلالها 10 أهداف. لينتقل بعدها إلى نادي شيفيلد يونايتد في موسم 2009–10 في المرة الأولى واستمر معه طيلة ثلاثة مواسم ثم في موسم 2017–18 لمدة موسم واحد، مشاركًا طوالها في 112 مباراة سجل خلالها 42 هدفًا. ثم انتقل إلى نادي تشيسترفيلد في موسم 2016–17 لمدة موسم واحد، مشاركًا في 25 مباراة سجل خلالها 5 أهداف. هذا وانتقل لاحقًا إلى فليتوود تاون في موسم 2018–19 ولمدة موسمين، مشاركًا في 67 مباراة سجل خلالها 26 هدفًا.

## وصلات خارجية
تشيد ايفانز على موقع الاتحاد الأوربي (الإنجليزية)
- تشيد ايفانز على موقع قاعدة بيانات كرة القدم.إي يو (الإنجليزية)
- تشيد ايفانز على موقع بيانات كرة القدم. دي إي (الألمانية)
- تشيد ايفانز على موقع ناشيونال فوتبول تيمز (الإنجليزية)
- تشيد ايفانز على موقع Soccerbase.com (لاعب) (الإنجليزية)
- تشيد ايفانز على موقع Soccerway.com (الإنجليزية)
- تشيد ايفانز على موقع عالم كرة القدم.نت (الإنجليزية)

قالب:تشكيلة بريستون نورث ايند